# Ageratina dorrii
Ageratina dorrii là một loài thực vật có hoa trong họ Cúc. Loài này được V.M.Badillo mô tả khoa học đầu tiên năm 2000.